# Schaefferellus arizonensis
Schaefferellus arizonensis är en skalbaggsart som beskrevs av Schaeffer 1907. Schaefferellus arizonensis ingår i släktet Schaefferellus och familjen Aphodiidae. Inga underarter finns listade i Catalogue of Life.